# Pravidla použití sil

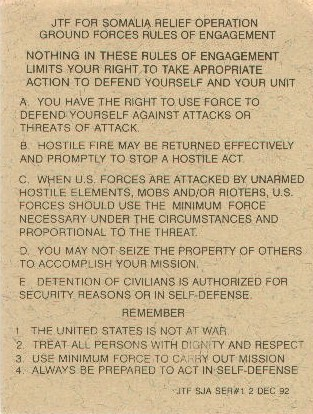
Pravidla použití síly pro jednotky armády USA při misi v Somálsku 1992

Pravidla použití sil (anglicky: Rules of engagement, ROE) jsou vnitřní předpisy ozbrojených sil, které definují okolnosti, podmínky, míru a způsob, jakým lze použít vojenskou sílu, případně akce, které by mohly být považovány za provokativní. Jsou zpracovaná v rámci operačního plánování a schvalovaná příslušným politickým nebo vojenským orgánem. Tato pravidla poskytují veliteli informace o míře jeho samostatnosti v rozhodování o použití síly při plnění stanovených úkolů. Tvoří základ pro provedení vojenské operace a používají se ve všech fázích operace nebo ozbrojeného konfliktu. Pravidla použití síly neomezují právo velitele použít všechny prostředky a přĳmout nezbytná opatření pro sebeobranu svých nebo spojeneckých jednotek, případně i bezprostředně ohroženého civilního obyvatelstva. Přĳetí opatření pro sebeobranu se vztahuje na zásah proti nepřátelskému aktu nebo bezprostřednímu nepřátelskému záměru. I v těchto případech je ale nutno respektovat principy mezinárodního humanitárního práva. Pro státy NATO je v této oblasti základním předpisem NATO Rules of Engagement, MC 362/1.